# Merliida
Merliida (лат.) — отряд губок из класса обыкновенных губок (Demospongiae).

## Описание
Гетеросклероморфные губки (Heteroscleromorpha), у которых мегасклеры разнообразны (оксы, стили, микалостили или тилостили), но связаны с уникальными микросклерами (либо клавидиски, либо производные дианцистры: дианцистры или циртанцистры). Присутствуют также рафиды, сигмы или мелкие комматовидные спикулы. В одном из семейств встречается вид с хаэтидным известковым базальным скелетом, внешний слой которого заполнен губчатой тканью и кремнистыми спикулами.

## Классификация
По состоянию на август 2023 года признаны 2 семейства. Биолог Жан Васеле (1979, 1981) впервые предложил выделить Merlia в отдельный порядок — Merliida incertae sedis, но в 2002 году он был включен в Poecilosclerida на основании микросклерного сходства с Biemnidae и Desmacellidae. Выделение в отдельный порядок было фактически подтверждено в 18S, 28S и 16S филогенетических анализах, где он ветвится отдельно от остальных Poecilosclerida. Филогенетический анализ CO1 также показал, что Hamacantha и Desmacella ветвятся раньше клады Poecilosclerida. Топсент первым предположил близкое родство между Hamacantha и Merlia на основании поразительного сходства между дианцистрами (Hamacantha) и клавидисками (Merlia). На основании этого молекулярного результата, а также сильного морфологического сходства микросклер в 2015 году Hamacanthidae были перенесены из Poecilosclerida в Merliida. Ранее все 2 семейства включались в отряд Poecilosclerida.
- Hamacanthidae Gray, 1872
- Merliidae Kirkpatrick, 1908